# WR 102
WR 102 — звезда Вольфа — Райе в созвездии Стрельца, представитель крайне редкого спектрального класса WO, окружённая туманностью G2.4+1.4. Обладает высокой светимостью и чрезвычайно высокой температурой, близка к вспышке сверхновой.

## Открытие
WR 102 впервые упоминался как возможный объект, соответствующий в оптическом диапазоне пекулярному рентгеновскому источнику GX 3+1. Позднее стало понятно, что это отдельный объект, а в 1971 году было обнаружено, что это яркая звезда с необычными эмиссионными линиями OVI в спектре. Отнесена к классу WC, обладает необычными линиями сильно ионизованных элементов, не является центральной звездой планетарной туманности. Звезда проявляла переменность блеска и получила обозначение V3893 Стрельца.
В 1982 году для определения класса WO были использованы данные о пяти ярких звёздах, включая WR 102, с яркими эмиссионными линиями высоко ионизованного кислорода. Все эти звёзды находятся на поздней стадии эволюции.

## Особенности
WR 102 принадлежит спектральному классу WO2, это одна из немногих известных богатых кислородом звёзд Вольфа — Райе, всего их известно четыре в Млечном Пути и пять в других галактиках. Также это одна из наиболее горячих известных звёзд, она обладает температурой 210 000 K. Моделирование атмосферы звезды дало оценку светимости 282 000 светимостей Солнца, вычисления по данным о блеске и расстоянии дают оценку светимости 380 000 светимостей Солнца, расстояние составляет 2 900 ± 200 парсеков. Звезда является маленькой и плотной, её радиус равен 0,58 радиуса Солнца, масса равна 16,7 ± 1,4 массы Солнца.
Очень сильный звёздный ветер со скоростью около 5000 км/с приводит к потере массы с темпом 10−5M⊙/год. Для сравнения, Солнце теряет (2-3) x 10−14 массы Солнца в год вследствие солнечного ветра, в сотни миллионов раз меньше, чем WR 102. Звёздный ветер и ультрафиолетовое излучение приводит к сильному сжатию и ионизации окружающего межзвёздного вещества в виде сложной структуры арок в туманности G2.4 + 1.4.

## Туманность G2.4+1.4
В 1981 году вокруг WR 102 была обнаружена слабая туманность G2.4+1.4 первоначально была принята за остаток сверхновой звезды или пузырь, созданный солнечным ветром от WR 102, но дальнейшие исследования показали, что она образовалась в результате фотоионизации. Структуру удаётся воспроизвести путём численного моделирования процесса фотоионизации. С другой стороны, сброшенная звёздная оболочка может объяснить структурные и спектральные свойства туманности.

## Эволюционный статус
Звезда WR 102 при формировании предположительно имела массу 40-60 M⊙.
Вероятно, WR 102 находится на последней стадии протекания ядерных реакций, вблизи завершения горения гелия или даже на следующей стадии сжигания углерода, доля кислорода на поверхности выше гелия и ниже доли углерода, а поверхность имеет чрезвычайно высокую температуру.
Вычисления показали, что WR 102 взорвётся как сверхновая в ближайшие 1500 лет. Учитывая расстояние до звезды, более чем вероятно что взрыв уже произошёл, но электромагнитные и гравитационные волны ещё не достигли Земли. Большая масса и быстрое вращение, возможно, приведут к гамма-всплеску, но пока неясно, насколько быстро вращается эта звезда. Первоначально предполагалось, что проекция скорости вращения составляет не менее 1000 км/с, но спектрополяриметрические наблюдения показали, что, если звезда и вращается, то с гораздо меньшей скоростью.